# W3 (kolej)

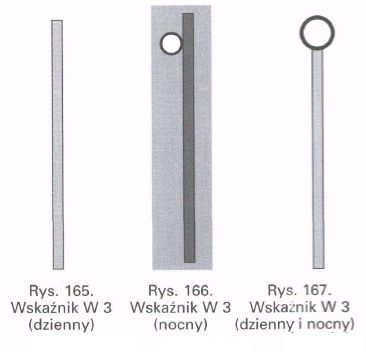
W 3 „Wskaźnik unieważnienia”

W 3 „Wskaźnik unieważnienia” – wskaźnik kolejowy w Polsce oznaczający, że sąsiedni semafor lub tarcza zatrzymania, znajdujące się z prawej strony toru, nie odnoszą się do toru, przy którym stoi wskaźnik. Jest zatem pokrewny znaczeniowo wskaźnikowi W 15.

## Wygląd
- dzienny: maszt semafora bez ramion (rys. 165),
- nocny: białe światło u wierzchołka masztu (rys. 166),
- dzienny i nocny: białe światło wskaźnika świetlnego (rys. 167)

## Zasady ustawiania
Wskaźnik W 3 ustawia się z prawej strony jednego z równoległych torów, po których pociągi przechodzą w tym samym kierunku, dla oznaczenia, że semafory lub tarcze zatrzymania znajdujące się z prawej strony toru nie odnoszą się do toru, przy którym stoi wskaźnik.